# Výběrové řízení
Zadávací řízení (tendr) je formalizovaný postup, kterým je vybírán dodavatel pro vyhlašovanou zakázku nebo konkrétní osoba pro obsazení významné pracovní pozice či funkce.

## Formalizovaný postup
Správný název pro výběrové řízení je podle zákona o veřejných zakázkách "zadávací řízení". Jedná se o formalizovaný postup při kterém je vybírán dodavatel veřejné zakázky.

### Zahájení
- uveřejněním oznámení o zahájení zadávacího řízení
- výzvou

### Fáze
- Zveřejnění zadání (včetně kritérií posuzování)
- Odevzdání obálek
- Otevření obálek
- Posouzení nabídek
- Zveřejnění výsledků

## Druhy
- otevřené řízení
- užší řízení
- jednací řízení s uveřejněním
- jednací řízení bez uveřejnění
- soutěžní dialogy
- zjednodušené podlimitní řízení

### Otevřené řízení
- veřejný zadavatel oznamuje neomezenému počtu dodavatelů svůj úmysl zadat veřejnou zakázku
- oznámení otevřeného řízení je výzvou k podání nabídek dodavatelům a prokázání kvalifikace

### Užší řízení
- veřejný zadavatel oznamuje neomezenému počtu dodavatelů svůj úmysl zadat veřejnou zakázku v tomto zadávacím řízení
- oznámením vyzývá dodavatele k podání žádosti o účast v užším řízení a prokázání kvalifikace
- výzva k podání nabídek se zasílá přímo vybraným uchazečům
- zadavatel uveřejňuje informaci o zadání zakázky uchazeči

### Jednací řízení s uveřejněním
- veřejný zadavatel oznamuje svůj úmysl zadat veřejnou zakázku
- oznámením je výzva k podání žádosti o účast v jednacím řízení s uveřejněním a k prokázání kvalifikace
- vyzvaní zájemci podají nabídku, na základě které s nimi dále zadavatel jedná o konkrétních podmínkách smlouvy

### Jednací řízení bez uveřejnění
- veřejný zadavatel oznamuje zájemci nebo omezenému počtu zájemců svůj úmysl zadat veřejnou zakázku v tomto zadávacím řízení
- po uzavření smlouvy je zadavatel povinen odeslat oznámení o zadání zakázky